# Shreveport
 Shreveport je grad u američkoj saveznoj državi Louisiani. Grad upravo pripada okruzima Bossier Parish i Caddo Parish.

## Povijest
Shreveport je osnovan 1836. godine od strane "Shreve Town Company" na Crvenoj rijeci. Na području grada prije doseljavanja kolonista živjeli su indijanci iz grupe Caddo. Godine 1860., Shreveport imao 2.200 slobodnog stanovništva i 1.300 robova unutar gradskih granica. Tijekom Američkoga građanskoga rata Shreveport je bio glavni grad Louisiane (1863. – 1865.)

## Zemljopis
Shreveport se nalazi u sjeverozapadnome dijelu američke savezne države Louisiane. Površina grada je 305.1 km², od čega je 37.8 km² (12,39%) vodene površine. Shreveport je treći po veličini grad i glavni grad trećeg po veličini metropolskog područja u državi, ujedno je i 99. po veličini grad u Sjedinjenim Američkim Državama. Svojim većim dijelom nalazi se u okrugu Caddo Parish čije je i sjedište, a manjim dijelom nalazi se i u okrugu Bossier Parish.

## Stanovništvo
Prema popisu stanovništva iz 2000. godine grad je imao 200.145 stanovnika, 78.662 domaćinstava, 50.422 obitelji, dok je prosječna gustoća naseljenosti 749 stan./km². Na širem području grada živi 375.965 stanovnika.
Prema rasnoj podjeli u gradu živi najviše afroamerikanaca kojih ima 50,80%, druga najbrojnija rasa su bijelci koji ima 46,66%. ².

## Poznate osobe
- Evelyn Ashford, američka atletičarka
- Antawn Jamison, američki košarkaš

## Vanjske poveznice
- Službene stranice grada